# Charles Grymes McCawley
Charles Grymes McCawley, ameriški častnik marincev, * 29. januar 1827, Filadelfija, Pensilvanija, ZDA, † 13. oktober 1891, Rosemont, Pensilvanija. 